# Triepeolus
Triepeolus es un género de abejas cuco de la familia Apidae. Existen al menos 140 especies descritas de Triepeolus.
La mayoría de las especies se encuentran en América del Norte y del Sur, con una especie en Eurasia y otra en el oriente de Asia. Parasitan una gran variedad de especies de abejas de varias familias.

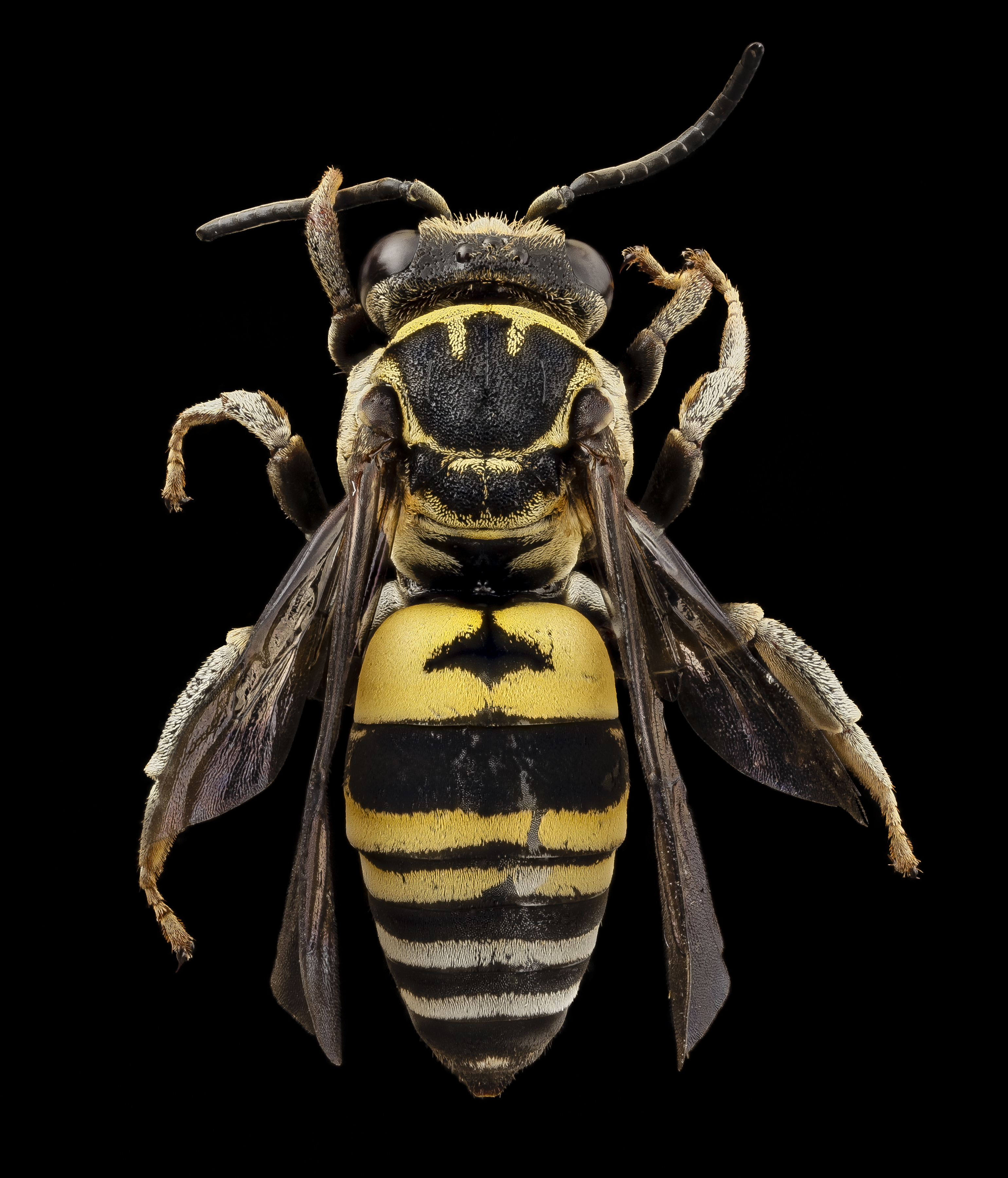
Triepeolus simplex

## Especies
Este género contiene las siguientes especies:
- Triepeolus aguilari Moure, 1955
- Triepeolus alvarengai Moure, 1955
- Triepeolus ancoratus Cockerell, 1916
- Triepeolus antiguensis Cockerell, 1949
- Triepeolus antiochensis Rightmyer, 2008
- Triepeolus argentimus Rightmyer, 2008
- Triepeolus argus Rightmyer, 2008
- Triepeolus argyreus (Cockerell, 1907)
- Triepeolus atoconganus Moure, 1955
- Triepeolus atripes Mitchell, 1962
- Triepeolus aztecus (Cresson, 1878)
- Triepeolus balteatus Cockerell, 1921
- Triepeolus bihamatus (Cockerell, 1907)
- Triepeolus bilineatus Cockerell, 1949
- Triepeolus bilunatus Cockerell, 1949
- Triepeolus bimorulus Rightmyer, 2008
- Triepeolus blaisdelli Cockerell & Sandhouse, 1924
- Triepeolus brittaini Cockerell, 1931
- Triepeolus brunnescens Cockerell & Sandhouse, 1924
- Triepeolus buchwaldi (Friese, 1908)
- Triepeolus californicus (Cresson, 1878)
- Triepeolus callopus Cockerell, 1905
- Triepeolus cameroni (Meade-Waldo, 1913)
- Triepeolus charlesi Rightmyer, 2008
- Triepeolus circumculus Rightmyer, 2008
- Triepeolus claytoni Rightmyer, 2008
- Triepeolus concavus (Cresson, 1878)
- Triepeolus cressonii (Robertson, 1897)
- Triepeolus cruciformis Rightmyer, 2008
- Triepeolus cuabitensis Genaro, 1999
- Triepeolus cuneatus Cockerell, 1917
- Triepeolus custeri Cockerell, 1926
- Triepeolus cyclurus Cockerell, 1923
- Triepeolus dacotensis (Stevens, 1919)
- Triepeolus denverensis Cockerell, 1910
- Triepeolus diffusus Rightmyer, 2008
- Triepeolus dilutus Rightmyer, 2008
- Triepeolus distinctus (Cresson, 1878)
- Triepeolus diversipes Cockerell, 1924
- Triepeolus donatus (Smith, 1854)
- Triepeolus edwardi Rightmyer, 2008
- Triepeolus eldoradensis (Cockerell, 1910)
- Triepeolus eliseae
- Triepeolus engeli Rightmyer, 2008
- Triepeolus epeolurus Rightmyer, 2004
- Triepeolus exilicurvus Rightmyer, 2008
- Triepeolus flavigradus Rightmyer, 2008
- Triepeolus flavipennis (Friese, 1917)
- Triepeolus fraserae Cockerell, 1904
- Triepeolus fulgidus Rightmyer, 2008
- Triepeolus georgicus Mitchell, 1962
- Triepeolus grandis (Friese, 1917)
- Triepeolus grindeliae Cockerell, 1907
- Triepeolus griswoldi Rightmyer, 2008
- Triepeolus haematurus Cockerell & Sandhouse, 1924
- Triepeolus helianthi (Robertson, 1897)
- Triepeolus hopkinsi Cockerell, 1905
- Triepeolus interruptus Rightmyer, 2008
- Triepeolus intrepidus (Smith, 1879)
- Triepeolus inyoensis Cockerell & Sandhouse, 1924
- Triepeolus isocomae Cockerell, 1904
- Triepeolus isohedrus Rightmyer, 2008
- Triepeolus jennieae Rightmyer, 2008
- Triepeolus joliae Rightmyer, 2008
- Triepeolus junctus Mitchell, 1962
- Triepeolus kathrynae Rozen, 1989
- Triepeolus lateralis Rightmyer, 2008
- Triepeolus laticaudus Cockerell, 1921
- Triepeolus laticeps (Friese, 1917)
- Triepeolus lectiformis (Cockerell, 1925)
- Triepeolus loomisorum Rozen, 1989
- Triepeolus lunatus (Say, 1824)
- Triepeolus lusor Cockerell, 1925
- Triepeolus margaretae Rightmyer, 2008
- Triepeolus martini (Cockerell, 1900)
- Triepeolus mauropygus Rightmyer, 2008
- Triepeolus medusa Cockerell, 1917
- Triepeolus melanarius Rightmyer, 2008
- Triepeolus mensae Cockerell, 1924
- Triepeolus metatarsalis (Friese, 1921)
- Triepeolus mexicanus (Cresson, 1878)
- Triepeolus micheneri Rightmyer, 2008
- Triepeolus michiganensis Mitchell, 1962
- Triepeolus micropygius Robertson, 1903
- Triepeolus mitchelli Hurd, 1979
- Triepeolus mojavensis Linsley, 1939
- Triepeolus monardae Mitchell, 1962
- Triepeolus nayaritensis Rightmyer, 2008
- Triepeolus nemoralis (Holmberg, 1886)
- Triepeolus nevadensis (Cresson, 1878)
- Triepeolus nigrihirtus Mitchell, 1962
- Triepeolus nisibonensis Genaro, 2001
- Triepeolus norae Cockerell, 1907
- Triepeolus obliteratus Graenicher, 1911
- Triepeolus occidentalis (Cresson, 1878)
- Triepeolus osiriformis (Schrottky, 1910)
- Triepeolus pacis Cockerell, 1925
- Triepeolus paenepectoralis Viereck, 1905
- Triepeolus parkeri Rightmyer, 2008
- Triepeolus partitus Rightmyer, 2008
- Triepeolus parvidiversipes Rightmyer, 2008
- Triepeolus parvus Rightmyer, 2008
- Triepeolus pectoralis (Robertson, 1897)
- Triepeolus penicilliferus (Brues, 1903)
- Triepeolus permixtus (Cockerell, 1923)
- Triepeolus perpictus Rightmyer, 2008
- Triepeolus phaeopygus Rightmyer, 2008
- Triepeolus pomonalis Cockerell, 1916
- Triepeolus punctoclypeus Rightmyer, 2008
- Triepeolus quadratus Rightmyer, 2008
- Triepeolus quadrifasciatus (Say, 1823)
- Triepeolus remigatus (Fabricius, 1804)
- Triepeolus rhododontus Cockerell, 1921
- Triepeolus robustus (Cresson, 1878)
- Triepeolus rohweri Cockerell, 1911
- Triepeolus roni Genaro, 1999
- Triepeolus rufithorax Graenicher, 1928
- Triepeolus rufoclypeus (Fox, 1891)
- Triepeolus rufotegularis (Ashmead, 1900)
- Triepeolus rugosus Mitchell, 1962
- Triepeolus rugulosus (Cockerell, 1917)
- Triepeolus sarothrinus (Cockerell, 1929)
- Triepeolus saturninus Cockerell & Sandhouse, 1924
- Triepeolus scelestus (Cresson, 1878)
- Triepeolus schwarzi Cockerell, 1921
- Triepeolus segregatus (Cockerell, 1900)
- Triepeolus sequior Cockerell, 1921
- Triepeolus simplex Robertson, 1903
- Triepeolus simulatus Rightmyer, 2008
- Triepeolus subalpinus Cockerell, 1910
- Triepeolus sublunatus Cockerell, 1907
- Triepeolus subnitens Cockerell & Timberlake, 1929
- Triepeolus tanneri Cockerell, 1928
- Triepeolus tepanecus (Cresson, 1878)
- Triepeolus texanus (Cresson, 1878)
- Triepeolus timberlakei Cockerell, 1929
- Triepeolus totonacus (Cresson, 1878)
- Triepeolus townsendi Cockerell, 1907
- Triepeolus tristis (Smith, 1854)
- Triepeolus utahensis (Cockerell, 1921)
- Triepeolus ventralis (Meade-Waldo, 1913)
- Triepeolus verbesinae (Cockerell, 1897)
- Triepeolus vernus Rightmyer, 2008
- Triepeolus vicinus (Cresson, 1865)
- Triepeolus victori Genaro, 1998
- Triepeolus warriti Rightmyer, 2008
- Triepeolus wilsoni (Cresson, 1865)
- Triepeolus zacatecus (Cresson, 1878)